# Салически франки
Салическите франки (Salfranken, Salische Franken, Salier, Westfranken) съществуват като самостоятелно частично племе на франките от IV век. Живели са първо в Токсандрия (Toxandrien) и по-късно в Турне (Tournai, Hennegau, дн. Ено).
През IV век една част от обединения племенен съюз на франките пресича Рейн на запад и навлиза в територията на Римската империя. През 358 г. по-късният император Юлиан (тогава Цезар на Констанций II) им разрешава да се заселят в Токсандрия в римската провинция Белгика II. В замяна на това франките трябва да служат в римската войска. Тази част от франките оттогава биват наричани салически франки. Те са били дълго време териториално отдалечени от останалите франки, които живеели далече на изток на западния бряг на Рейн. Почти 100 години тази територия е спокойна. Римляните имали чести стълкновения с рейнските франки (рипуарите).
Вожд на салическите франки през ранния V век е легендарният крал Фарамунд. Крал (regulus) Хилдерих I (457 – 481) е федерат на Западната Римска империя. Неговият син Хлодвиг I (481 – 511) става самостоятелен крал на обединените салически и рипуарски франки (481 – 511). Хлодвиг I издава закона Lex Salica за обединеното Франкско царство.

## Крале на салическите франки
- Фарамунд, 425 г. (легендарен)
- Клодион, втората четвърт на V век
- Меровех, 455 г.
- Хилдерих I, 458 – 482 г.
- Хлодвиг I, 481 – 511 г.
- Рагнахар, края на V век
- Харарих, края на V век